# Кароліна Крістіна Саксен-Айзенаська
Кароліна Крістіна Саксен-Айзенаська (нім. Karoline Christine von Sachsen-Eisenach, 15 квітня 1699 — 25 липня 1743) — принцеса Саксен-Айзенаська з Ернестинської лінії Веттінів, донька герцога Саксен-Айзенаського Йоганна Вільгельма та маркграфині Баден-Дурласької Крістіни Юліани, дружина ландграфа Гессен-Філіпстальського Карла I.

## Біографія
Кароліна Крістіна народилась 15 квітня 1699 року в Єні. Була другою дитиною та другою донькою герцога Саксен-Айзенаху Йоганна Вільгельма та його другої дружини Крістіни Юліани Баден-Дурласької. Мала рідну старшу сестру Йоганетту Антонієтту та єдинокровну Йоганну Альбертіну, яка наступного року померла, й брата Вільгельма Генріха. Згодом родина поповнилася п'ятьма молодшими дітьми.

Втратила матір, коли мала 8 років. Батько після цього одружувався ще двічі й мав молодшу доньку від третього шлюбу.

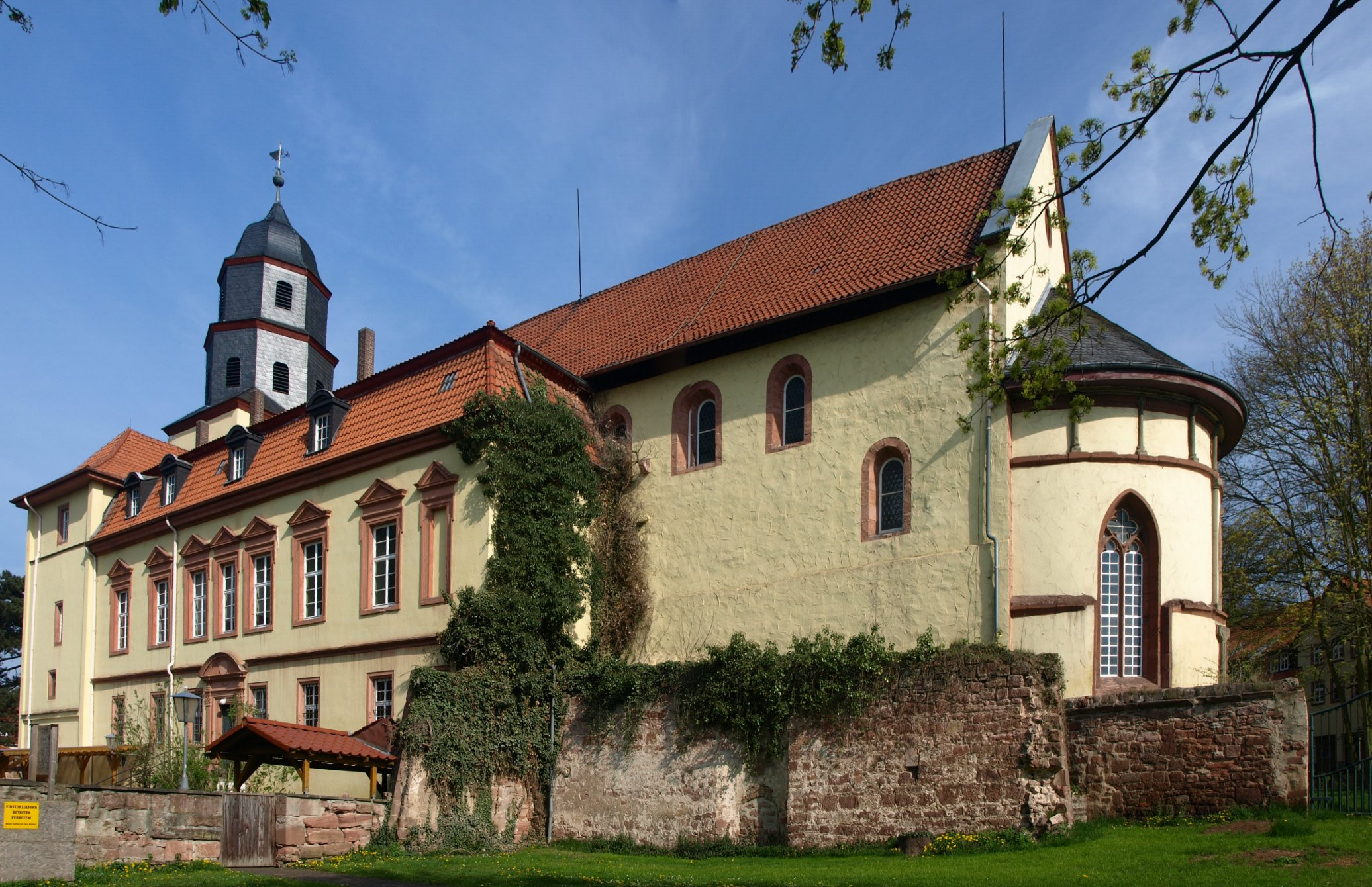
Кірха замку Філіпсталь

У 26 років стала дружиною 43-річного ландграфа Гессен-Філіпстальського Карла. Весілля відбулося 24 листопада 1725 року в Айзенаху. У подружжя народилося п'ятеро дітей:
Гессен-Філіпсталь був парагіумом в Гессен-Кассельському ландграфстві, й Карл не був суверенним правителем.
Кароліна Крістіна померла у 44-річному віці у Філіпсталі. Похована у кірсі місцевого замку.

## Родина
Чоловік — Карл I, лаландграф Гессен-Філіпстальський
Діти:
- Вільгельм (1726—1810) — ландграф Гессен-Філіпстальський, був одружений з Ульрікою Елеонорою Гессен-Філіпсталь-Бархвельдською, мав десятеро дітей;
- Кароліна Амалія (1728—1746) — одружена не була, дітей не мала;
- Фрідріх (1729—1751) — одруженим не був, дітей не мав;
- Шарлотта Амалія (1730—1801) — дружина герцога Саксен-Майнінгенського Антона Ульріха, мала восьмеро дітей;
- Філіпіна (1731—1762) — одружена не була, дітей не мала.